# Колалто-Фризони (Терамо)
Колалто-Фризони (итал. Collalto-Frisoni) је насеље у Италији у округу Терамо, региону Абруцо.
Према процени из 2011. у насељу је живело 105 становника. Насеље се налази на надморској висини од 424 м.